# Liste des espèces du genre Inga

La liste des espèces du genre Inga  comprend près de 400 noms d'espèces acceptées, ce qui fait de ce genre l'un des plus importants de la famille des Fabaceae. Selon la base de données The Plant List, 958 espèces rattachées au genre Inga ont été décrites, mais seuls 392 épithètes désignent des espèces acceptées (y compris quelques sous-espèces et variétés), tandis que 436 sont considérées comme des synonymes, 124 sont non résolues et 6 mal appliquées.

## Liste des espèces acceptées
Selon ILDIS (International Legume Database and Information Service) :
- Haut – A
- B
- C
- D
- E
- F
- G
- H
- I
- J
- K
- L
- M
- N
- O
- P
- Q
- R
- S
- T
- U
- V
- W
- X
- Y
- Z

## A
- Inga acreana Harms
- Inga acrocephala Steudel
- Inga acuminata Benth.
- Inga adenophylla Pittier
- Inga affinis DC.
- Inga aggregata G.Don
- Inga alata Benoist
- Inga alatocarpa T.Elias
- Inga alba (Sw.) Willd.
- Inga aliena Macbr.
- Inga allenii Leon
- Inga altissima Ducke
- Inga amazonica L.Cardenas
- Inga amazonica L.Cardenas var. amazonica
- Inga amazonica L.Cardenas var. bracteifera (Ducke) L.Cardenas
- Inga amazonica L.Cardenas var. lomatophylla (Benth.) L.Cardenas
- Inga amazonica L.Cardenas var. membranacea (Ducke) L.Cardenas
- Inga andersonii McVaugh
- Inga angustifolia Willd.
- Inga apiculata Rusby
- Inga apta Macbr.
- Inga archeri Britton & Killip
- Inga aria Macbr.
- Inga arinensis Hoehne
- Inga augustii Harms
- Inga auristellae Harms

## B
- Inga bahiensis Benth.
- Inga balaensis Pittier
- Inga bangii Harms
- Inga barbata Benth.
- Inga barbourii Standley
- Inga belizensis Standley
- Inga bicoloriflora Ducke
- Inga bijuga Schery
- Inga blanchetiana Benth.
- Inga bolivariana Britton & Killip
- Inga boliviana Britton
- Inga bollandii Sprague & Sandw.
- Inga bonplandiana Kunth
- Inga borealis T.Elias
- Inga bourgonii (Aublet) DC.
- Inga brachyptera Benth.
- Inga brachyrhachis Harms
- Inga brachystachya Ducke
- Inga brachystachys (Ducke) Ducke
- Inga bracteosa Benth.
- Inga brevialata Ducke
- Inga brevipedicellata Harms
- Inga brevipes Benth.
- Inga brevituba T.Elias
- Inga brunnescens Britton & Killip
- Inga bullata Benth.
- Inga bullata Benth. var. bullata
- Inga bullata Benth. var.  glabrescens Taubert
- Inga bullatorugosa Ducke

## C
- Inga calantha Ducke
- Inga calanthoides Amshoff
- Inga calderonii Standley
- Inga campanulata Benth.
- Inga canaminensis Rusby
- Inga capitata Desv.
- Inga capitata Desv. var. brevicalyx Benth.
- Inga capitata Desv. var. capitata
- Inga capitata Desv. var. tenuior Benth.
- Inga capsellata Uribe
- Inga caudata Killip
- Inga cayennensis Benth.
- Inga cecropietorum Ducke
- Inga chartacea Poeppig
- Inga chinacotana Britton & Killip
- Inga chocoensis T.Elias
- Inga chorrerana T.Elias
- Inga chrysantha Ducke
- Inga cinnamomea Benth.
- Inga cocleensis Pittier
- Inga cocleensis Pittier var. cocleensis
- Inga cocleensis Pittier var. megantha T.Elias
- Inga codonantha Pittier
- Inga coerulescens Walp.
- Inga complanata Amshoff
- Inga conferta Benth.
- Inga cookii Pittier
- Inga coragypsea Uribe
- Inga cordatoalata Ducke
- Inga cordistipula Martius
- Inga coruscans Willd.
- Inga crassiflora Ducke
- Inga cycladenia Pittier
- Inga cyclocarpa Ducke
- Inga cylindrica (Vell.Conc.) Martius
- Inga cynometrifolia Harms

## D
- Inga davidsoniae Standley
- Inga densiflora Benth.
- Inga diadema (Vell.Conc.) Martius
- Inga disticha Benth.
- Inga disticha Benth. var. disticha
- Inga disticha Benth. var. negrensis (Benth.) Ducke
- Inga dolichantha Uribe
- Inga dominicensis Benth.
- Inga donaeana Macbr.
- Inga duckei Huber
- Inga duquei Harms
- Inga dysantha Benth.

## E
- Inga edulis Martius
- Inga edulis Martius var. edulis
- Inga edulis Martius var. parviflora Benth.
- Inga eglandulosa T.Elias
- Inga ellipsoidea Rusby
- Inga ellsworthiana Uribe
- Inga endlicheri (Kuntze) Macbr.
- Inga eriocarpoides Britton & Killip
- Inga eriorhachis Harms
- Inga exalata T.Elias

## F
- Inga fagifolia (L.) Benth. var. belemnensis Ducke
- Inga fagifolia (L.) Benth. var. fagifolia
- Inga fagifolia (L.) Benth. var. intermedia Hassler
- Inga fagifolia (L.) Benth. var. pedicellaris Benth.
- Inga fanchoniana O.Poncy
- Inga fastuosa'' (Jacq.) Willd.
- Inga fendleriana Benth.
- Inga ferrugineo-hirta Benth.
- Inga feuilleei DC.
- Inga flagelliformis (Vell.Conc.) Martius
- Inga fluvii-novi Harms
- Inga fredoniana Britton & Killip

## G
- Inga glomeriflora Ducke
- Inga goldmanii Pittier
- Inga goniocalyx Britton & Killip
- Inga graciliflora Benth.
- Inga graciliflora Benth. var. graciliflora
- Inga graciliflora Benth. var. peruviana Macbr.
- Inga gracilifolia Ducke
- Inga gracilior Sprague
- Inga guamito Uribe
- Inga guilleminiana Benth.

## H
- Inga hayesii Benth.
- Inga hedgerae G.P.Lewis
- Inga heinei Harms
- Inga herthae Harms
- Inga heterophylla Willd.
- Inga heteroptera Benth.
- Inga hintonii Sandw.
- Inga hirsutissima Rusby
- Inga hispida Benth.
- Inga holtonii Pittier
- Inga huberi Ducke

## I
- Inga inflata Ducke
- Inga ingoides (Rich.) Willd.
- Inga insignis Kunth
- Inga interfluminensis Uribe
- Inga involucrata Cowan

## J
- Inga jaunechensis A.Gentry
- Inga jefensis R.H.Liesner & D'Arcy
- Inga jinicuil Schldl.
- Inga jucunda Ducke
- Inga juglandifolia Willd.

## K
- Inga killipiana Macbr.
- Inga klugii Macbr.

## L
- Inga lallensis Benth.
- Inga lanceifolia Benth.
- Inga lateriflora Miq.
- Inga lateriflora Miq. var. lateriflora
- Inga lateriflora Miq. var. latior Ducke
- Inga latibracteata Harms
- Inga latipes Pittier
- Inga laurifolia Benth.
- Inga laurina (Sw.) Willd.
- Inga laxiflora (DC.) Benth.
- Inga leiocalycina Benth.
- Inga lenticellata Benth.
- Inga lentiscifolia Benth.
- Inga leptantha Benth.
- Inga leptingoides Amshoff
- Inga lineata Benth.
- Inga longiflora Benth.
- Inga longifoliola Cowan
- Inga longipedunculata Ducke
- Inga longipes Benth.
- Inga longispica Standley
- Inga lopadadenia Harms
- Inga loretana Macbr.
- Inga luschnathiana Benth.

## M
- Inga macarenensis Philipson
- Inga macrantha Johnston
- Inga macrophylla Willd.
- Inga macrophylla Willd. var. macrophylla
- Inga macrophylla Willd. var. stenoptera Benth.
- Inga marginata Willd. var. itayensis Macbr.
- Inga marginata Willd. var. marginata
- Inga maritima Benth.
- Inga martinicensis C.Presl
- Inga maynensis Benth.
- Inga medellinensis Uribe
- Inga meissneriana Miq.
- Inga melinonis Sagot
- Inga mendoncaei Harms
- Inga micheliana Harms
- Inga micradenia Benth.
- Inga microcalyx Benth.
- Inga microdonta Britton & Killip
- Inga microgyna Uribe
- Inga mischantha Harms
- Inga mortoniana Leon
- Inga mucuna Walp.
- Inga multicaulis Benth.
- Inga multijuga Benth.

## N
- Inga neblinensis L.Cardenas & G.De Martino
- Inga negrensis Benth.
- Inga nobilis Willd.
- Inga nobilis Willd. var. nobilis
- Inga nobilis Willd. var. pavoniana (Benth.) Benth.
- Inga nubigena A.Molina
- Inga nuda Benth.
- Inga nuda Benth. var. longiflora Benth.
- Inga nuda Benth. var. nuda
- Inga nutans Martius
- Inga nutans Martius var. nutans
- Inga nutans Martius var. tenuis (Vell.Conc.) Benth.

## O
- Inga obidensis Ducke
- Inga obidensis Ducke var. obidensis
- Inga obidensis Ducke var. pilosa Ducke
- Inga oblanceolata Britton & Killip
- Inga obscura Macbr.
- Inga obtusa Benth.
- Inga obtusata Benth.
- Inga odoratissima Ducke
- Inga oerstediana Benth.
- Inga olivacea Sprague
- Inga organensis Pittier
- Inga ornifolia Kunth
- Inga ouraphylla Uribe

## P
- Inga pachyphylla Harms
- Inga pallida Rusby
- Inga paludicola A.Molina
- Inga panurensis Benth.
- Inga paraensis Ducke
- Inga pardoana Harms
- Inga paterno Harms
- Inga pauciflora Walp.
- Inga pavoniana G.Don
- Inga pezizifera Benth.
- Inga pilosa Uribe
- Inga pilosiuscula Desv. var. panurensis Benth.
- Inga pilosiuscula Desv. var. pilosiuscula
- Inga pilosula (Rich.) Macbr.
- Inga pinetorum Pittier
- Inga platyptera Benth.
- Inga plumifera Benth.
- Inga poeppigiana Benth.
- Inga polita Britton & Killip
- Inga polyantha Ducke
- Inga portobellensis Beurling
- Inga pruriens Poeppig
- Inga pseudofastuosa Britton & Killip
- Inga pseudospuria Britton & Killip
- Inga psittacorum Uribe
- Inga psittacorum Uribe var. aptera Uribe
- Inga psittacorum Uribe var. psittacorum
- Inga pulchriflora Ducke
- Inga punctata Willd.
- Inga punctata Willd. var. elongata J.F.Macbr.

## Q
- Inga quadrangularis Ducke
- Inga quaternata Poeppig

## R
- Inga racemiflora Ducke
- Inga radiata Rusby
- Inga rhabdotocalyx Harms
- Inga rhynchocalyx Sandw.
- Inga ricardorum Bernardi & R.Spichiger
- Inga riopalenquensis A.Gentry
- Inga rondonii Hoehne
- Inga rubiginosa (Rich.) DC.
- Inga rugosa Rusby
- Inga ruiziana G.Don
- Inga rusbyi Pittier
- Inga russotomentella Malme

## S
- Inga saffordiana Pittier
- Inga saltensis Burkart
- Inga salzmanniana Benth.
- Inga samanensis Uribe
- Inga santaremnensis Ducke
- Inga sapindoides Willd.
- Inga schiedeana Steudel
- Inga schinifolia Benth.
- Inga sellowiana Benth.
- Inga semialata (Vell.Conc.) C.Martius
- Inga semialata (Vell.Conc.) Martius var. latifolia Benth.
- Inga semialata (Vell.Conc.) Martius var. semialata
- Inga semiglabra Pittier
- Inga sertulifera DC. [1524]
- Inga sertulifera DC. var. leptopus (Benth.) Benth.
- Inga sertulifera DC. var. minor Benth.
- Inga sertulifera DC. var. sertulifera
- Inga sessilis (Vell.Conc.) Martius
- Inga setosa G.Don
- Inga sierrae Britton & Killip
- Inga skutchii Standley
- Inga sodiroi Harms
- Inga spectabilis (Vahl) Willd.
- Inga spiralis R.H.Liesner & D'Arcy
- Inga splendens Willd.
- Inga squamigera Leon
- Inga standleyana Pittier
- Inga steinbachii Harms
- Inga stenocalyx Benth.
- Inga stenophylla Standley
- Inga stenopoda Pittier
- Inga stenoptera Benth.
- Inga stenoptera Benth. var. peduncularis (Benth.) Benth.
- Inga stenoptera Benth. var. stenoptera
- Inga stipulacea G.Don
- Inga stipularis DC.
- Inga striata Benth.
- Inga suaveolens Ducke
- Inga subnuda Benth.

## T
- Inga tapajozensis Ducke
- Inga tarapotensis Benth.
- Inga tenuifolia Benth.
- Inga tenuifolia Benth. var. glabrior Benth.
- Inga tenuifolia Benth. var. tenuifolia
- Inga tenuipedunculata Leon
- Inga tenuirama Harms
- Inga tenuistipula Ducke
- Inga tessmannii Harms
- Inga tessmannii Harms var. harmsii Macbr.
- Inga tessmannii Harms var. tessmannii
- Inga thibaudiana DC.
- Inga titiribiana Britton & Killip
- Inga tocacheana D.Simpson
- Inga tomentosa Benth.
- Inga tonduzii J.D.Smith
- Inga tubaeformis Benoist
- Inga tysonii T.Elias

## U
- Inga ulei Harms
- Inga umbellifera (Vahl) DC.
- Inga urabensis Uribe
- Inga uraguensis Hook. & Arn.
- Inga uraguensis Hook. & Arn. var. parvifolia Chodat & Hassler
- Inga uraguensis Hook. & Arn. var. uraguensis
- Inga ursi Pittier

## V
- Inga vallensis T.Elias
- Inga velutina Willd.
- Inga venosa Griseb.
- Inga venusta Standley
- Inga vera Willd.
- Inga vera Willd. subsp. eriocarpa (Benth.) Leon
- Inga vera Willd. subsp. spuria (Willd.) J.Leon
- Inga vera Willd. subsp. vera
- Inga vestita Benth.
- Inga villosissima Benth.
- Inga virescens Benth.
- Inga virgultosa Desv.
- Inga vismiifolia Poeppig
- Inga vulpina Benth.

## W
- Inga wittiana Harms

## X
- Inga xinguensis Ducke

## Y
- Inga yacoana Macbr.
- Inga yunckeri Standley